# 391 (číslo)
Tři sta devadesát jedna je přirozené číslo. Následuje po číslu tři sta devadesát a předchází číslu tři sta devadesát dva. Římskými číslicemi se zapisuje CCCXCI a řeckými číslicemi τϟα.

## Matematika
391 je:
- Deficientní číslo
- Složené číslo
- Šťastné číslo

## Astronomie
- (391) Ingeborg je planetka hlavního pásu, kterou objevil v roce 1894 Max Wolf

## Roky
- 391
- 391 př. n. l.